# سویوخ بولاغ
سویوخ بولاغ مربوط به عصر مس است و در شهرستان هشترود، بخش مرکزی، روستای باشماق واقع شده و این اثر در تاریخ ۱۸ خرداد ۱۳۸۴ با شمارهٔ ثبت ۱۱۸۹۳ به‌عنوان یکی از آثار ملی ایران به ثبت رسیده است.